# Andreas Kurrikoff
 (novembre 2022).
La mise en forme du texte ne suit pas les recommandations de Wikipédia : il faut le « wikifier ».
Les points d'amélioration suivants sont les cas les plus fréquents. Le détail des points à revoir est peut-être précisé sur la page de discussion.
- Les titres sont pré-formatés par le logiciel. Ils ne sont ni en capitales, ni en gras.
- Le texte ne doit pas être écrit en capitales (les noms de famille non plus), ni en gras, ni en italique, ni en « petit »…
- Le gras n'est utilisé que pour surligner le titre de l'article dans l'introduction, une seule fois.
- L'italique est rarement utilisé : mots en langue étrangère, titres d'œuvres, noms de bateaux, etc.
- Les citations ne sont pas en italique mais en corps de texte normal. Elles sont entourées par des guillemets français : « et ».
- Les listes à puces sont à éviter, des paragraphes rédigés étant largement préférés. Les tableaux sont à réserver à la présentation de données structurées (résultats, etc.).
- Les appels de note de bas de page (petits chiffres en exposant, introduits par l'outil «  Source ») sont à placer entre la fin de phrase et le point final[comme ça].
- Les liens internes (vers d'autres articles de Wikipédia) sont à choisir avec parcimonie. Créez des liens vers des articles approfondissant le sujet. Les termes génériques sans rapport avec le sujet sont à éviter, ainsi que les répétitions de liens vers un même terme.
- Les liens externes sont à placer uniquement dans une section « Liens externes », à la fin de l'article. Ces liens sont à choisir avec parcimonie suivant les règles définies. Si un lien sert de source à l'article, son insertion dans le texte est à faire par les notes de bas de page.
- La présentation des références doit suivre les conventions bibliographiques. Il est recommandé d'utiliser les modèles {{Ouvrage}}, {{Chapitre}}, {{Article}}, {{Lien web}} et/ou {{Bibliographie}}. Le mode d'édition visuel peut mettre en forme automatiquement les références.
- Insérer une infobox (cadre d'informations à droite) n'est pas obligatoire pour parachever la mise en page.

Pour une aide détaillée, merci de consulter Aide:Wikification.
Si vous pensez que ces points ont été résolus, vous pouvez retirer ce bandeau et améliorer la mise en forme d'un autre article.
Andreas Kurrikoff (12 septembre 1848 à Pärsti - 13 juillet 1904 à Viljandi) était un ecclésiastique estonien, une figure du mouvement national et le premier pasteur estonien en Estonie[réf. nécessaire].

## Biographie
Andreas Kurrikoff naît le 12 septembre 1848.
Il a étudié dans les années 1869-1874 à l'Université de Tartu[réf. nécessaire]. De 1875 à 1891, il était enseignant a Türi dans l'église Saint-Martin. Vändra était également le conservateur de l'école des sourds-muets et plus tard un enseignant[réf. nécessaire]. En 1891, en raison de conflits, d'abord avec les barons, puis avec les paroissiens estoniens, il est démis de ses fonctions de pasteur[réf. nécessaire]. Puis, pendant quelques années, il est professeur d'éducation religieuse dans les classes supérieures du Gymnase Hugo Treffner de Tartu. Après cela, il a vécu à Viljandi[réf. nécessaire].
En tant qu'étudiant, il a été l'un des membres fondateurs de la Société des étudiants estoniens et de la Société des écrivains estoniens et a été actif dans le mouvement de l'école Alexander[Quoi ?] estonienne[réf. nécessaire] (il a été vice-président du comité principal de l'école Alexander estonienne). Il a fait la première traduction de Goethe en estonien[réf. nécessaire].

## Héritage
Arthur Vööbus a écrit que des : « théologiens ont manifesté des talents qui leur ont permis de donner une nouvelle vie au travail des sociétés culturelles dans le domaine de l'érudition, de la culture littéraire, de l'enseignement supérieur et de la culture spirituelle et intellectuelle, sociétés qui occupent une place très importante dans l'histoire de la culture des Estoniens. Parmi les théologiens qui ont manifesté des talents qui les ont amenés à la tête de ces sociétés, ceux du Dr Jakob Hurt (en) et d'Andreas Kurrikoff, en particulier, méritent d'être soulignés. »